# Campionati europei di short track - classifica generale maschile
La classifica generale maschile è stata una delle prove disputate durante i campionati europei di short track dal 1997 al 2021.

## Albo d'oro
| Anno  | Oro                | Argento                         | Bronzo              |
| ----- | ------------------ | ------------------------------- | ------------------- |
| 1997  | Fabio Carta        | Mirko Vuillermin                | Bruno Loscos        |
| 1998  | Fabio Carta        | Michele Antonioli Dave Versteeg | non assegnato       |
| 1999  | Fabio Carta        | Nicola Franceschina             | Michele Antonioli   |
| 2000  | Fabio Carta        | Nicky Gooch                     | Nicola Franceschina |
| 2001  | Bruno Loscos       | Cees Juffermans                 | Nicky Gooch         |
| 2002  | Fabio Carta        | Nicola Rodigari                 | Bruno Loscos        |
| 2003  | Fabio Carta        | Michele Antonioli               | Nicola Franceschina |
| 2004  | Nicola Rodigari    | Fabio Carta                     | Nicola Franceschina |
| 2005  | Fabio Carta        | Arian Nachbar                   | Nicola Franceschina |
| 2006  | Nicola Rodigari    | Fabio Carta                     | Pieter Gysel        |
| 2007  | Nicola Rodigari    | Pieter Gysel                    | Yuri Confortola     |
| 2008  | Haralds Silovs     | Niels Kerstholt                 | Nicola Rodigari     |
| 2009  | Nicola Rodigari    | Haralds Silovs                  | Viktor Knoch        |
| 2010  | Nicola Rodigari    | Thibaut Fauconnet               | Maxime Châtaignier  |
| 20111 | Haralds Silovs     | Sjinkie Knegt                   | Ruslan Zacharov     |
| 20122 | Sjinkie Knegt      | Niels Kerstholt                 | Semën Elistratov    |
| 2013  | Freek Van Der Wart | Sjinkie Knegt                   | Vladimir Grigor'ev  |
| 2014  | Viktor An          | Semën Elistratov                | Niels Kerstholt     |
| 2015  | Sjinkie Knegt      | Viktor An                       | Semën Elistratov    |
| 2016  | Semën Elistratov   | Shaolin Sándor Liu              | Vincent Jeanne      |
| 2017  | Semën Elistratov   | Shaolin Sándor Liu              | Sjinkie Knegt       |
| 2018  | Sjinkie Knegt      | Vladislav Bykanov               | Semën Elistratov    |
| 2019  | Shaolin Sándor Liu | Shaoang Liu                     | Semën Elistratov    |
| 2020  | Shaoang Liu        | Shaolin Sándor Liu              | Semën Elistratov    |
| 2021  | Semën Elistratov   | Pietro Sighel                   | Itzhak de Laat      |

1 Il francese Thibaut Fauconnet si era classificato al primo posto, ma è stato squalificato dopo essere risultato positivo a un test antidoping.

2 Thibaut Fauconnet si era classificato al terzo posto, ma è stato squalificato dopo essere risultato positivo a un test antidoping.

## Medagliere complessivo
Aggiornato al 2022
| Pos.   | Paese       | Oro | Argento | Bronzo | Totale |
| ------ | ----------- | --- | ------- | ------ | ------ |
| 1      | Italia      | 12  | 8       | 8      | 28     |
| 2      | Russia      | 5   | 2       | 7      | 14     |
| 3      | Paesi Bassi | 3   | 6       | 3      | 12     |
| 4      | Ungheria    | 2   | 4       | 1      | 7      |
| 5      | Lettonia    | 2   | 1       | 0      | 3      |
| 6      | Francia     | 1   | 0       | 3      | 4      |
| 7      | Regno Unito | 0   | 1       | 1      | 2      |
| 7      | Belgio      | 0   | 1       | 1      | 2      |
| 9      | Germania    | 0   | 1       | 0      | 1      |
| 9      | Israele     | 0   | 1       | 0      | 1      |
| Totale | Totale      | 25  | 26      | 24     | 75     |